# Coeliccia uenoi
Coeliccia uenoi – gatunek ważki z rodziny pióronogowatych (Platycnemididae).